# Roje (Słowenia)
Roje – wieś w Słowenii, w gminie Šentjernej. W 2018 roku liczyła 96 mieszkańców.